# Дніпровський академічний театр опери та балету
Дніпровський академі́чний теа́тр о́пери та бале́ту — театр у місті Дніпрі, розташований на проспекті Дмитра Яворницького, 72-А.

## Історія
Вперше у Дніпропетровську оперний театр був відкритий у 1931 році під первинною назвою Дніпропетровський робітничий оперний театр. У 1934—1937 роках у театрі виступав Арсен Арсенко. З початком німецько-радянської війни театр було евакуйовано до Красноярська, де дніпровську оперу об'єднали з одеською трупою і після війни вже не було відновлено.
Відродження театру відбулося лише через три десятиріччя — 31 серпня 1973 року, коли Рада міністрів УРСР ухвалила ідею створення Дніпропетровського театру опери та балету.
Сучасний театр збудовано на місці парку імені А. Войцеховича за проєктом авторського колективу на чолі з Борисом Жежериним. Під час проєктування архітектори спирался на проєкт Житомирського музично-драматичного театру (зведеного у 1966 теж Борисом Жежериним), утім і зовнішнє, і внутрішнє оформлення Дніпровської опери унікальне. Виразним акцентом притеатральної площі, запроєктованої архітектором Павлом Нірінбергом, став світло-музичний фонтан «Муза» (автор скульптури Музи — Юрій Павлов). 26 грудня 1974 року театр відкрився балетом «Лебедине озеро» Петра Чайковського.
З 1974 по 1994 роки головним диригентом театру був Петро Варивода. Серед видатних солістів театру — бас Юрій Сабін-Гус, мецо-сопрано Нонна Суржина, тенор Олександр Востряков, баритон Микола Полуденний тощо. Диригентом театру був Борис Афанасьєв.
Впродовж 1974—1988 років головним балетмейстером театру була Л. В. Воскресенська, заслужена артистка Росії.
Визнанням труппи Дніпропетровського театру опери та балету в межах СРСР стали гастролі на сцені Большого театру у 1988. З початком перебудови театр починає також і активну міжнародну гастрольну діяльність, зокрема дніпропетровські артисти виступають на сценах Франції, Італії, Китаю, США.
У 1990-х роках на сцені театру розкрився талант артистів балету Ганни Дорош і Максима Чепика, оперних співаків Віктора Луцюка та Едуарда Срібницького, Валентини Коваленко. У 2003 році театру присвоєно звання академічного.
Артист балету і балетмейстер Дмитро Омельченко у 2017 році став лауреатом Премії імені А. Ф. Шекери за постановку сучасного балету «Carmen&Jose».
Станом на початок 2020 року репертуар театру нараховував 18 опер, 18 балетів (1 — українського автора), 8 оперет та мюзиклів.
28 липня 2023 року на сесії депутатів обласної ради було ухвалено проєкт рішення про перейменування Дніпропетровського академічного театру опери та балету на Дніпровський академічний театр опери та балету.

## Диригенти
- Юрій Пороховник
- Сергій Горкуша
- Олександр Кулішов
- Ігор Пучков
- Василь Коваль

## Світлини

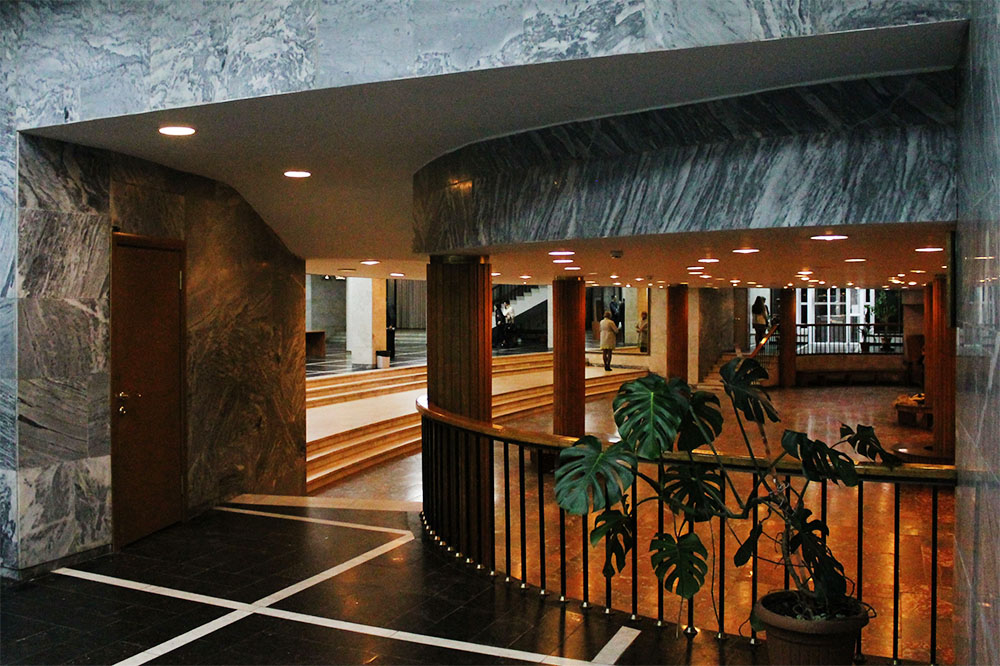
Вестибюль театру
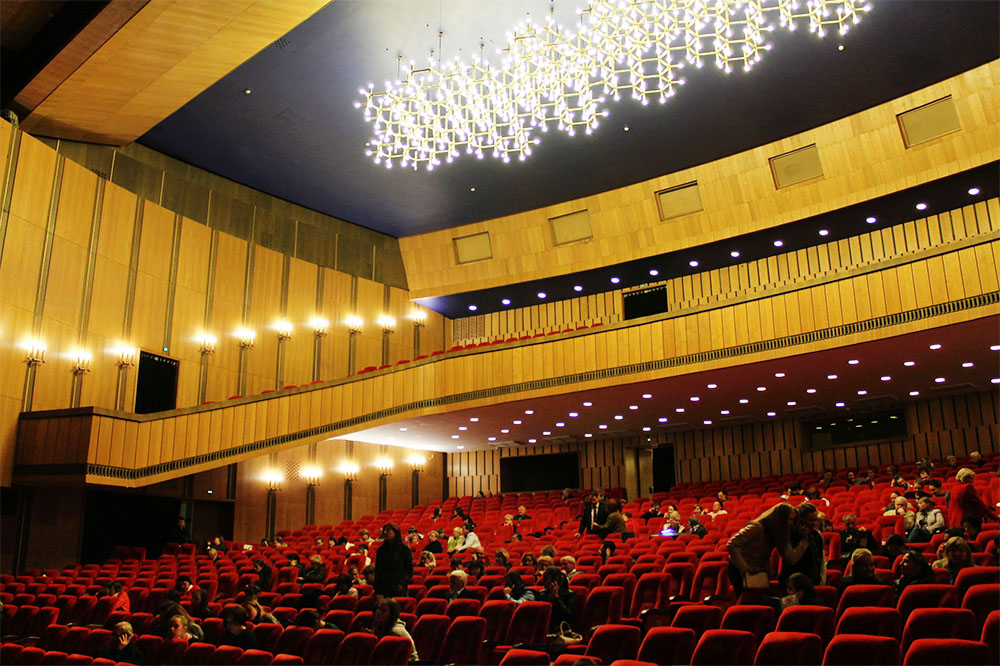
Зала Дніпровської опери
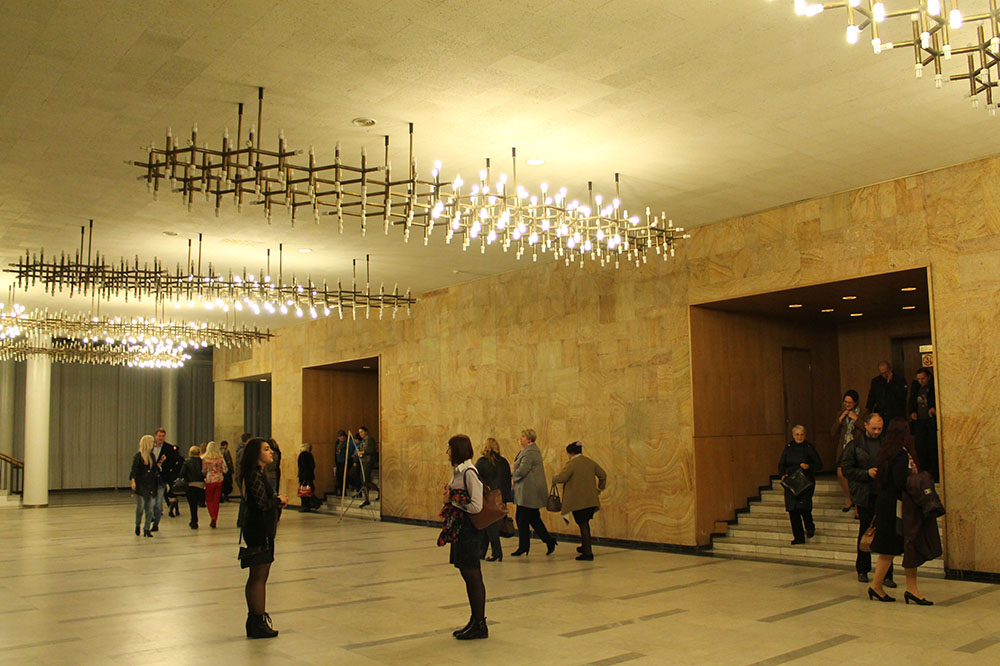
Фоє другого поверху